# Snowy Valleys Council
Koordinaten: 35° 57′ S, 148° 6′ O

Das Snowy Valleys Council ist ein lokales Verwaltungsgebiet (LGA) im australischen Bundesstaat New South Wales. Das Gebiet ist 8959 km² groß und hat etwa 15.000 Einwohner.
Snowy Valleys liegt im Südosten des Staats etwa 350 km südwestlich von Sydney. Im Nordosten grenzt das Gebiet an das Australian Capital Territory (ACT) um Canberra, im Südwesten verläuft es entlang der Grenze zum Bundesstaat Victoria. Das Gebiet umfasst 85 Ortsteile und Ortschaften: Adelong, Argalong, Bangadang, Batlow, Bimberi, Black Creek, Blowering, Bogong Peaks Wilderness, Bombowlee, Bombowlee Creek, Bringenbrong, Brungle, Brungle Creek, Buddong, Burra, Cabramurra, Califat, Cooleman, Cooleys Creek, Courabyra, Couragago, Darlow, Ellerslie, Gadara, Geehi, Gilmore, Glenroy, Gocup, Goobarragandra, Grahamstown, Green Hills, Greg Greg, Indi, Jagumba, Jagungal Wilderness, Jones Bridge, Khancoban, Killimicat, Kosciuszko, Kunama, Lacmalac, Laurel Hill, Little River, Lower Bago, Mannus, Maragle, Minjary, Mount Horeb, Munderoo, Mundongo, Murray Gorge, Nurenmerenmong, Ournie, Paddys River, Pilot Wilderness, Pinbeyan, Red Hill, Sandy Gully, Sharps Creek, Talbingo, Taradale, Tooma Tumbarumba, Tumorrama, Tumut, Tumut Plains, Welaregang, Wereboldera, Wermatong, Westdale, Westwood, Willigobung, Windowie, Wondalga, Wyangle, Yarrangobilly und Yaven Creek sowie Teile von Brindabella, Coppabella, Jingellic, Kiandra, Long Plain, Mount Adrah, Rosewood und Uriarra. Der Sitz des Regional Councils befindet sich in Tumut im Norden der LGA, wo etwa 6.500 Einwohner leben.
Das Snowy Valleys Council entstand am 12. Mai 2016 durch den Zusammenschluss der Shires Tumbarumba und Tumut.

## Verwaltung
Der Snowy Valleys Council hat neun Mitglieder, die von allen Bewohnern der LGA gewählt werden. Snowy Valleys ist nicht in Bezirke untergliedert. Aus dem Kreis der Councillor rekrutiert sich der Mayor (Bürgermeister) des Councils.